# Stites
Stites är en ort i Idaho County i Idaho. Vid 2010 års folkräkning hade Stites 221 invånare.